# John Browning
John Moses Browning (Ogden, Utah, SAD, 23. siječnja 1855. – Liège, Valonija, Belgija, 26. studenog, 1926.) je bio američki konstruktor oružja koji je izumio raznovrsna vojna i civilna oružja, metke i mehanizme koji su još u uporabi diljem svijeta. On je najvažnija i najznačajnija osoba zaslužna u razvoju i stvaranju suvremenih automatskih i poluautomatskih oružja, napravio je 128 patenata. John je napravio svoje prvo vatreno oružje u dobi od 13 godina u oćevoj radnji za oružje, također je bio nagrađen za svoj prvi patent 7. listopada 1879. kada je imao 24 godine. Browning je pod utjecajem gotovo svih kategorija i vrsta oružja. On je izumio revolucionarne pomake u djelovanju sačmarica, revolvera itd. Njegovi najveći doprinosi su bila oružja koja su se automatski punila, bila pouzdana u korištenje i koja su bila kompaktna za svoju veličinu. Njegov najuspješniji izum je  pištolj.